# Joseph Mruk

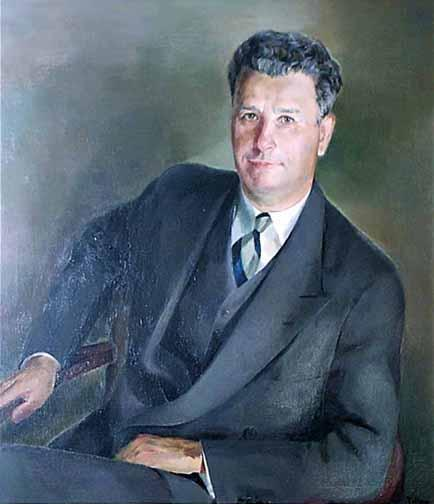
Joseph Mruk

Joseph Mruk (* 6. November 1903 in Buffalo, New York; † 21. Januar 1995 in Lancaster, New York) war ein US-amerikanischer Politiker.
Mruk, der beruflich als Juwelier tätig war, gehörte von 1937 bis zu seinem Rücktritt am 22. Dezember 1942 als Mitglied dem Stadtrat von Buffalo an. Im selben Jahr wurde er als Republikaner in den 78. Kongress gewählt und vertrat im US-Repräsentantenhaus vom 3. Januar 1943 bis zum 3. Januar 1945 den Bundesstaat New York. 1947 wurde Mruk erneut in den Stadtrat von Buffalo gewählt und hatte vom 1. Januar 1950 bis zum 31. Dezember 1953 das Amt des Bürgermeisters inne. 